# 1563
Năm 1563 (số La Mã: MDLXIII) là một năm thường bắt đầu vào thứ Sáu trong lịch Julius.

## Sự kiện
- 1 tháng 2 - Sarsa Dengel kế vị cha mình làm hoàng đế của Ethiopia.
- 18 tháng 2 - Francis, Công tước Guise là bị ám sát trong khi bao vây Orléans.